# Воронина, Татьяна Александровна
Татьяна Александровна Воронина (род. 9 марта 1938, Москва) — советский и российский фармаколог. Заслуженный деятель науки РФ (1998), лауреат Государственной премии CCCP(1980), лауреат премии в области науки и техники правительства РФ (2003), доктор медицинских наук (1979), профессор (1988). С 1984 года заведует лабораторией психофармакологии Федерального Государственного бюджетного научного учреждения «Научно-исследовательский институт фармакологии имени В. В. Закусова».

## Биография
Окончила I Московский ордена Ленина медицинский институт им. И. М. Сеченова (1961). С 1962 года и по настоящее время работает в Федеральном Государственном бюджетном научном учреждении «Научно-исследовательский институт фармакологии имени В. В. Закусова»: старший лаборант, младший научный сотрудник, старший научный сотрудник (1962—1983); с 1984 года — заведующая лаборатории психофармакологии. Защитила кандидатскую диссертацию (1968), докторскую диссертацию по теме: «Фармакология соединений бенздиазепинового ряда» (1979), получила звание профессора (1988).
В центре научных интересов Т. А. Ворониной является создание и изучение механизма действия оригинальных нейротропных препаратов. Она является соавтором 8-ми известных препаратов, на которые имеет патенты: феназепама, мексидола, гидазепама, циназепама (левада), деманол ацеглюмата, фенотропила, ноопепта, гимантана, и др.; имеет 23 авторских свидетельств СССР, 22 патентов РФ и ряда зарубежных патентов.
Т. А. Воронина имеет большую научную школу. Под её руководством подготовлены и защищены 24 докторских и 36 кандидатских диссертаций, и её ученики работают в России и за рубежом (Азербайджан, Армения, Грузия, Киргизия, Туркмения, Узбекистан, Украина, США и др.).
Воронина Т. А. автор более 500 научных трудов, в том числе — книг «Феназепам» (1982), «Гидазепам» (1992), «Антиоксиданты в профилактике и терапии патологий ЦНС» (1995), «Феназепам. 25 лет в медицинской практике» (2007), глав в книгах «Alzheimer disease: therapeutic strategies», (Birkhauser, Boston, 1994), «Animal models in Biological Psychiatry» (Nova Sci. N.Y, 2006), «Нейродегенеративные заболевания. Фундаментальные и прикладные аспекты» (Наука, 2010), «Эпилепсия» (2010), «Comprehensive Epileptology» (2011), «Нанотехнологии в нейрофармакологии» (2012), «Клиническая электроэнцефалография. Фармако- электроэнцефалография» (2018). Воронина — автор семи Методических рекомендаций по доклиническому изучению новых веществ с нейротропной активностью (нооторопной, противосудорожной, снотворной, нейролептической, анксиолитической, анальгетической, антипаркинсонической) в «Руководстве по проведению доклинических исследований лекарственных средств» (издание МЗ и Соц развития РФ,2012).
Т. А. Воронина — член «Противоэпилептической лиги России», член редколлегий журналов: «Фармакокинетика и Фармакодинамика» и «Эпилепсия и пароксизмальные состояния», председатель Государственной экзаменационной комиссии по специальности «Лечебное дело» на факультете фундаментальной медицины МГУ (2018, 2019).
Число цитирований публикаций Т. А. Ворониной (на 2019) в международных цитатно-аналитических базах данных Web of Science и Scopus (общее число ссылок на публикации) −1049, h-индекс: 15; Цитируемость в Российском индексе научного цитирования (общее число ссылок на публикации) 5922, индекс Хирша — 28.

## Награды, премии, почётные звания
- Значок «Отличнику здравоохранения» (1973, № 327-Н)[4]
- Государственная премия СССР (1980, № 08909) — «за работу в области медицины» (ЛП Феназепам)
- Премия Правительства РФ в области науки и техники (2003, № 4861) — «за создание и внедрение в медицинскую практику антиоксидантных препаратов для лечения и профилактики цереброваскулярных заболеваний» (ЛП Мексидол)[5]
- Заслуженный деятель науки РФ (1998, № 91617)[6]
- Премия имени В. В. Закусова Российской Академии медицинских наук (2001)
- медаль имени А. А. Лихачева (2004)
- медаль имени С. В. Аничкова (2007) за вклад в развитие нейрофармакологии
- медаль имени Н. П. Кравкова (2015)